# Berkshire Cottages
Mit Berkshire Cottages werden exklusive Gebäude bezeichnet, die vor dem Ersten Weltkrieg in den Vereinigten Staaten entstanden. Der Name stammt von der The Berkshires genannten Gegend in den Berkshire Mountains mit den Hauptorten Stockbridge und Lenox, in denen sie hauptsächlich zu finden sind.

## Geschichtliches
Im sogenannten Gilded Age (deutsch: vergoldetes Zeitalter) von 1865 bis 1901 kam es zu einer nie vorher erlebten ökonomischen und wirtschaftlichen Blüte in den USA. In dieser Zeit ließen die reichsten Familien, darunter die Rockefellers, Vanderbilts und Carnegies, repräsentative Anwesen in Newport, Rhode Island, in Bar Harbor, Maine, und in den Berkshire Mountains im westlichen Massachusetts errichten. Bekannte Anwesen sind zum Beispiel Chesterwood (Daniel Chester French), Elm Court (Emily Thorn Vanderbilt), Naumkeag (Joseph Hodges Choate), The Mount (Edith Wharton), Ventfort Hall (John Pierpont Morgan) und The Breakers (Gertrude Vanderbilt Whitney).

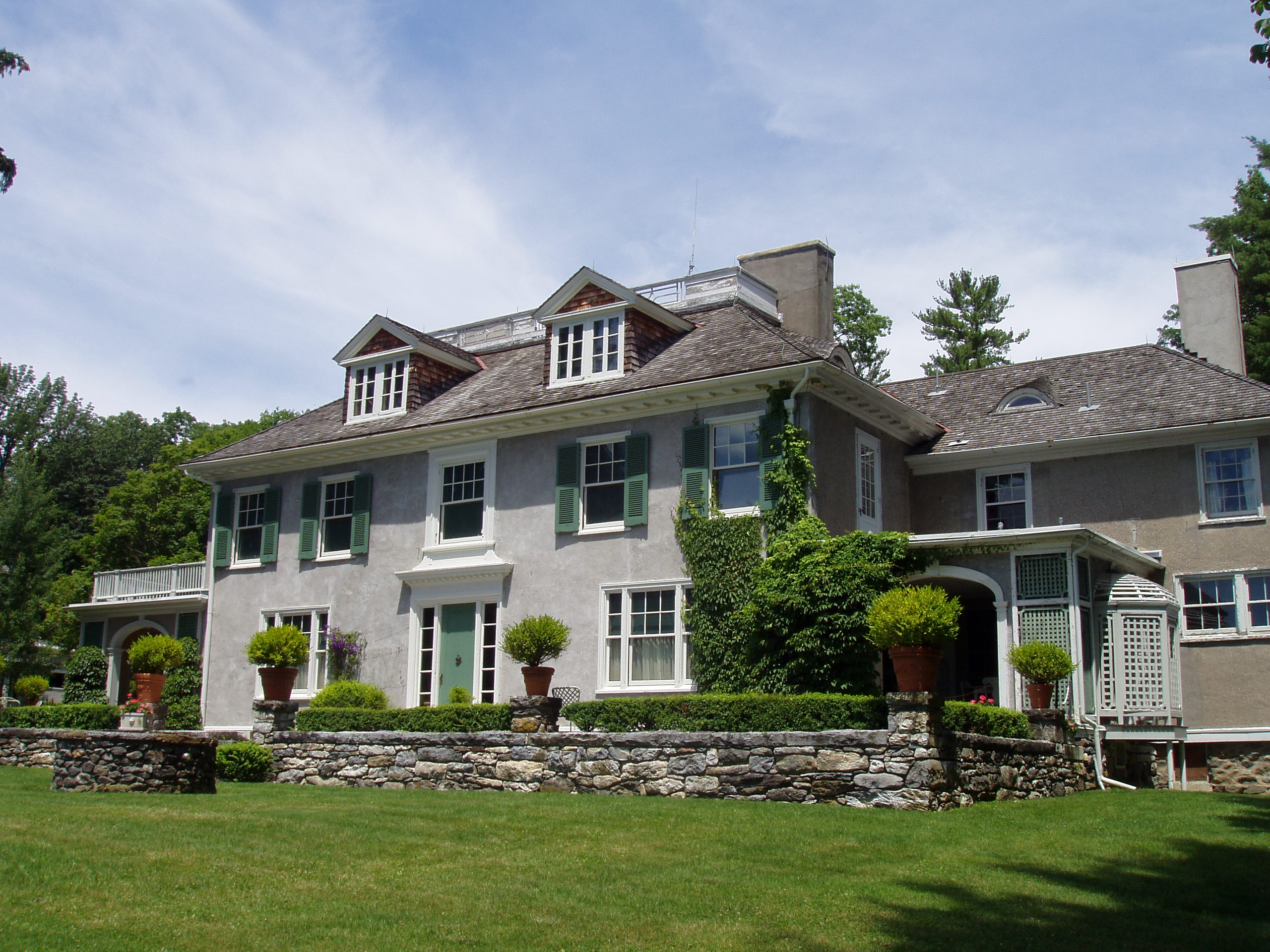
Chesterwood in Stockbridge, Massachusetts
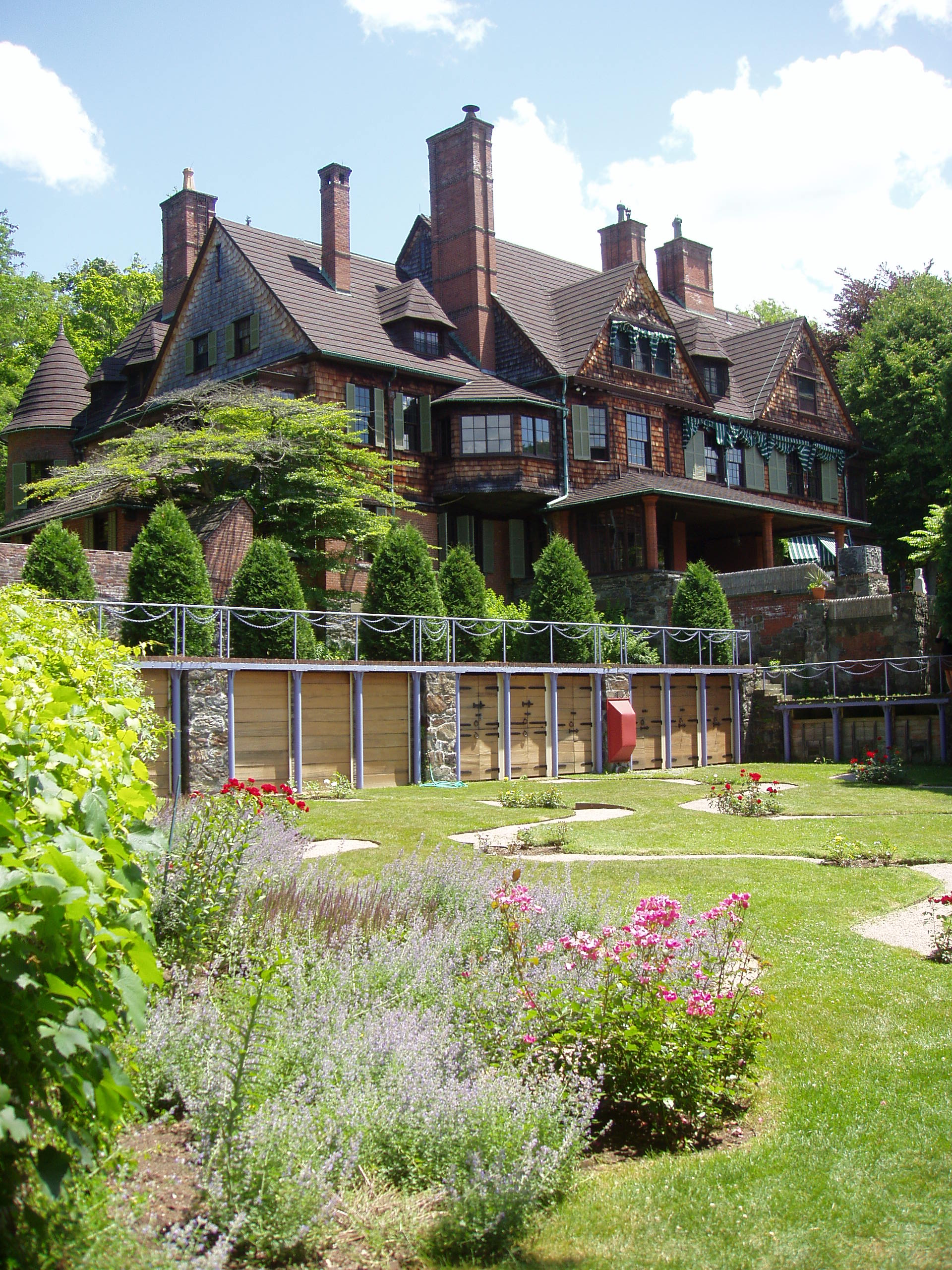
Naumkeag in Stockbridge, Massachusetts
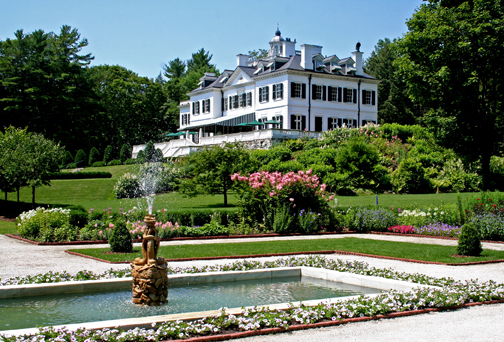
The Mount in Lenox, Massachusetts
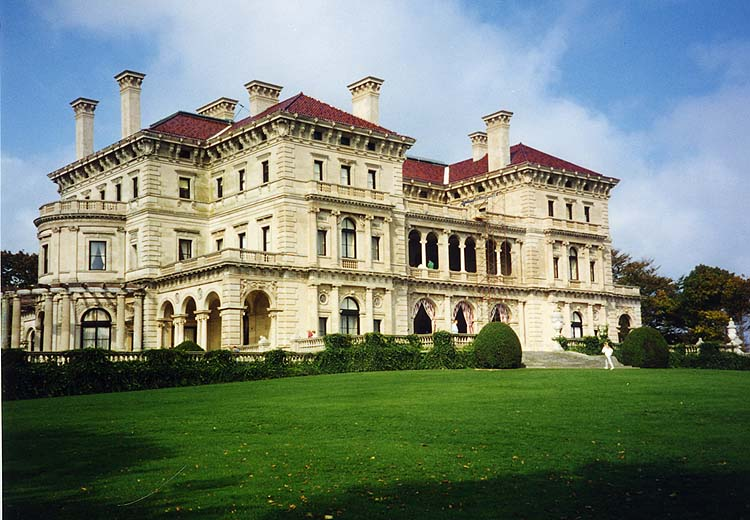
The Breakers in Newport, Rhode Island

Das älteste Haus (erbaut 1735) im Berkshire County befindet sich im Dorf Ashley Falls an der südlichen Grenze von Massachusetts. Hier erarbeiteten Oberst John Ashley und seine Nachbarn im Jahr 1773 die „Sheffield Declaration“, in der sie sich von der Einflussnahme Großbritanniens lossagten und ihre Freiheits- und Besitzrechte festschrieben. In der Ortschaft Great Barrington installierte William Stanley 1886 die erste mit Wechselstrom betriebene Beleuchtung für die Hauptstraße.